# Launceston (Tasmania)
Launceston (pronunciada como / Lɒnsəstən /; muchas veces mal pronunciada / Lɔ nsəstən ː /) es una ciudad en el norte de la isla y estado de Tasmania, con una población de 103.325 habitantes, situada en la confluencia de los ríos Esk Norte, Esk Sur y Tamar.
Es la segunda ciudad más grande de Tasmania después de la capital del estado, Hobart. Fundada por europeos en marzo de 1806, Launceston es una de las ciudades más antiguas de Australia y alberga numerosos edificios históricos. Al igual que muchos lugares de Australia, lleva el nombre de una ciudad del Reino Unido, en este caso, Launceston, Cornualles.
Launceston ha vivido varios hitos, como el primer uso de anestésico en el hemisferio sur. Además, la ciudad tiene alcantarillados subterráneos y es la primera urbe australiana iluminada por hidroelectricidad. Posee un clima templado, con cuatro estaciones bien diferenciadas. La temperatura media máxima es de 24.4 °C en febrero y de 12.5 °C en julio.